# Forcepoint
Forcepoint (рус. "Форспоинт") — американская многонациональная корпорация, занимающаяся разработкой программного обеспечения, со штаб-квартирой в Остине, штат Техас США. Компания является дочерней компанией Raytheon Technologies, которая на данный занимается разработкой программного обеспечения для компьютерной безопасности и предотвращения утечек персональных данных, CASB, межсетевого экрана и междоменных решений, компания также известна как Websense, Raytheon|Websense.

## История
NetPartners
Компания была основана в 1994 году Филипом Трубей как NetPartners в Сорренто-Вэлли, Сан-Диего, и основывалась на продажах сетевой безопасности, затем разработала программное обеспечение для контроля интернета офисных сотрудников.
В 1998 году NetPartners привлекла 6 миллионов долларов венчурного финансирования и получила 6 миллионов долларов годового дохода. Позже в том же году инвесторы вытеснили Труби с поста генерального директора и назначили на его место Джона Кэррингтона.
Websense
В июне 1999 года NetPartners была переименована в Websense.
В марте 2000 года, на пике пузыря доткомов, Websense привлекла 72 миллиона долларов в ходе первичного публичного размещения акций. Цена акций выросла вдвое в первый день торгов.
В 2006 году бывший генеральный директор McAfee Джин Ходжес сменил Кэррингтона на посту главного исполнительного директора компании. Также в 2006 году Websense приобрела компанию по защите отпечатков пальцев PortAuthority за 90 миллионов долларов.
В октябре 2007 года компания приобрела SurfControl — которая разрабатывала софт для защиты электронной почты, сумма сделки составила 400 миллионов долларов.
В 2009 году Websense приобрела очередную компанию Defensio, которая разрабатывала ПО для борьбы со спамом и вредоносным ПО, а также специализирующуюся на социальных сетях.
К 2009 году у Websense было 1400 сотрудников с офисами в США, Англии, Финляндии, Китае, Австралии и Израиле.
В 2011 году социальная сеть Facebook интегрировала программное обеспечение от Websense, чтобы проверять каждую ссылку, которой пользователи размещали на сайте.
В 2013 году Vista Equity Partners приобрела компанию за 906 миллионов долларов. Штаб-квартира Websense была перенесена в Сан-Диего в том же году и в Остин, штат Техас, в 2014 году.
В 2015 году Raytheon приобрела Websense у Vista Equity Partners за 1,9 миллиарда долларов и объединила её с RCP, ранее входившей в её сегмент IIS, в Raytheon|Websense. В октябре 2015 года Raytheon|Websense приобрела Foreground Security, поставщика операционных центров безопасности, решений для управляемых служб безопасности и профессиональных услуг по кибербезопасности, за 62 миллиона долларов.
Forcepoint
Raytheon приобрела 80 % акций Websense в мае 2015 года примерно за 1,9 млрд долларов.
26 октября 2020 года Francisco Partners объявили о приобретении Forcepoint у Raytheon Technologies.